# Macropsis bussaensis
Macropsis bussaensis är en insektsart som beskrevs av Rauno E. Linnavuori 1978. Macropsis bussaensis ingår i släktet Macropsis och familjen dvärgstritar. Inga underarter finns listade i Catalogue of Life.